# Моксифлоксацин
Моксифлоксацин — синтетичний антибіотик з групи фторхінолонів IV покоління для перорального, парентерального та місцевого застосування. Моксифлоксацин розроблений у лабораторії німецької компанії «Bayer» у 1990 році, застосовується у клінічній практиці з 1999 року.

## Фармакологічні властивості
Моксифлоксацин — синтетичний антибіотик з групи фторхінолонів IV покоління. Діє бактерицидно, порушуючи синтез ДНК в бактеріальних клітинах. До препарату чутливі такі мікроорганізми: грампозитивні бактерії — стафілококи, стрептококи, Corynebacnerium diphtheriae, Enterococcus, грамнегативні бактерії — клебсієли, нейсерії, Proteus, Haemophilus influenzae, Enterobacter, Pseudomonas, Providencia, Morganella morganii; анаеробні бактерії — клостридії, фузобактерії, Bacteroides, пептококи, пептостептококи, пропіонобактерії, Porphyromonas; кислотостійкі бактерії (у тому числі туберкульозна паличка та атипові мікобактерії); атипові збудники — легіонелли, мікоплазми, Ureaplasma urealyticum, хламідії, рикетсії (Coxiella burnetti). У зв'язку із наявністю як парентеральної, так і пероральної форми препарату моксифлоксацин може застосовуватися у вигляді ступінчатої терапії.

### Фармакодинаміка
Після внутрішньовенного введення препарату максимальна концентрація в крові досягається наприкінці введення, при прийомі всередину — через 30 хв.-4 год. Як при внутрішньовенному введенні, так і при пероральному прийомі препарат швидко розподіляється в тканинах і рідинах організму. Біодоступність моксифлоксацину становить 91% при пероральному прийомі, при парентеральному застосуванні біодоступність складає 100%. Препарат у помірній кількості зв'язується з білками плазми крові. Високі концентрації препарату виявляються в тканині легень, слизовій оболонці бронхів, придаткових пазухах носа, жіночих статевих органах, в слині, бронхіальному секреті, підшкірній та перитонеальній рідині, в осередках запалення. Високі концентрації препарату виявлені в альвеолярних макрофагах. Моксифлоксацин виділяється в грудне молоко, проникає через плацентарний бар'єр. Препарат не піддається біотрансформації в І фазу за участі системи цитохрому P450, і частково метаболізує в II фазу до глюкуронідів і сульфосполук. Період напіввиведення моксифлоксацину становить 12 годин. Виводиться препарат з організму переважно нирками, частково з жовчю та калом, переважно в незміненому вигляді.

## Показання до застосування
Моксифлоксацин застосовується при інфекціях, викликаних чутливими до нього збудниками: інфекції дихальних шляхів — синусити, хронічний бронхіт, пневмонії, викликані збудниками з множинною резистентністю до антибіотиків (включаючи пеніциліни, макроліди, тетрацикліни, цефалоспорини II покоління); туберкульоз; ускладнені інфекції шкіри та підкірної клітковини(включно діабетичну стопу); ускладнені інфекції черевної порожнини(включно з абсцедуванням); урогенітальні інфекції.

## Побічна дія
При застосуванні моксифлоксацину можуть спостерігатись наступні побічні ефекти:
- Алергічні реакції — нечасто (0,1—1%) висипання на шкірі, свербіж шкіри, бронхоспазм, кропив'янка; рідко (0,01—0,1%) синдром Стівенса-Джонсона, синдром Лаєлла, анафілактичний шок.
- З боку органів травлення — часто (1—10%) кандидоз ротової порожнини, нудота, блювота, запор або діарея, метеоризм, болі в животі; рідко (0,01—0,1%) жовтяниця, ерозивний гастродуоденіт, псевдомембранозний коліт, стоматит, ґлосит; вкрай рідко (менше 0,01%) гепатит(в тому числі фульмінантний), печінкова недостатність.
- З боку серцево-судинної системи — нечасто (0,1—1%) артеріальна гіпотензія і гіпертензія, тахікардія, подовження інтервалу QT на ЕКГ (частіше у хворих з гіпокаліємією); рідко (0,01—0,1%) зупинка серця, аритмія типу «пірует», приступи миготливої аритмії.
- З боку опорно-рухового апарату — нечасто (0,1—1%) артралгія, міалгія; рідко (0,01—0,1%) тендиніт, розрив сухожиль, артрити.
- З боку нервової системи — часто (1—10%) головний біль, запаморочення; нечасто (0,1—1%) сонливість, парестезії, збудження, порушення смаку і нюху, порушення зору, судоми; рідко (0,01—0,1%) психічні розлади.
- З боку сечостатевої системи — нечасто (0,1—1%)дегідратація; рідко (0,01—0,1%) ниркова недостатність.
- Зміни в лабораторних аналізах — нечасто (0,1—1%) еозинофілія, анемія, нейтропенія, лейкопенія, тромбоцитопенія, тромбоцитоз, подовження протромбінового часу, збільшення рівня креатиніну і сечовини, збільшення рівня холестерину, збільшення рівня сечової кислоти, збільшення рівня білірубіну, гіпоглікемія, збільшення рівня активності трансаміназ і лужної фосфатази, підвищення рівня амілази в крові.
- Місцеві реакції — нечасто (0,1—1%) болючість і флебіти (запалення вен) в місці інфузії.

## Протипокази
Протипоказами до застосування моксифлоксацину є непереносимість фторхінолонів, вагітність, годування грудьми, вік до 18 років.

## Особливості застосування
Моксифлоксацин вводиться парентерально тільки внутрішньовенно з тривалістю інфузії не менше 1 години. Препарат не рекомендується застосовувати разом із лікарськими засобами, що подовжують інтервал QT (хінідин, прокаїнамід, аміодарон, соталол, цизаприд, трициклічні антидепресанти, еритроміцин, спіраміцин), а також хворим з брадикардією і гострою ішемією міокарду. Хоча при застосуванні моксифлоксацину не відмічено випадків фотодерматиту, як при застосуванні інших фторхінолонів, рекомендовано таким пацієнтам уникати прямих сонячних променів. Не рекомендується препарат при печінковій недостатності через відсутність клінічних даних щодо безпеки застосування у даних пацієнтів.

## Форми випуску
Моксифлоксацин випускається у вигляді концентрату для приготування розчину для інфузій 20 мл (в 1 мл розчину — 20 мг препарату), таблеток по 400 мг та 0,5% очних крапель.